# More Life in a Tramps Vest
More Life in a Tramps Vest è un singolo del gruppo rock gallese Stereophonics, pubblicato nel 1997 ed estratto dal loro primo album in studio Word Gets Around.

## Tracce
Tutte le musiche sono state composte da Kelly Jones, Richard Jones e Stuart Cable; tutti i testi sono stati scritti da Kelly Jones.

- CD 1

1. More Life in a Tramps Vest – 2:21
2. Raymond's Shop – 2:52
3. Poppy Day – 3:43

CD 2 - Live EP
1. More Life in a Tramps Vest
2. Looks Like Chaplin
3. Too Many Sandwiches
4. Last of the Big Time Drinkers

- 7" (vinile)

1. More Life in a Tramps Vest – 2:21
2. Raymond's Shop – 2:52